# Christian Horner

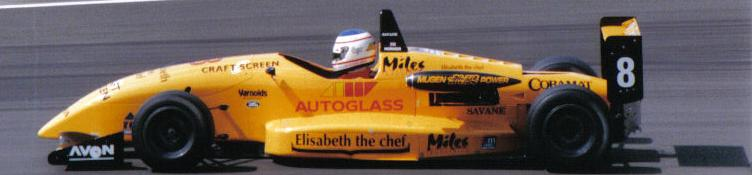
Christian Horner en F3 Británica.

Christian Edward Johnston Horner OBE (Leamington Spa, Warwickshire, Inglaterra, Reino Unido; 16 de noviembre de 1973) es un expiloto y exdirector deportivo del equipo Oracle Red Bull Racing, Inició su carrera como piloto en 1994, en el Campeonato de Gran Bretaña de Fórmula 3 y participó en el campeonato Fórmula 3000 en 1997. Posteriormente, fundó el equipo Arden International de Fórmula 3000 y fue su máximo responsable desde 1999.

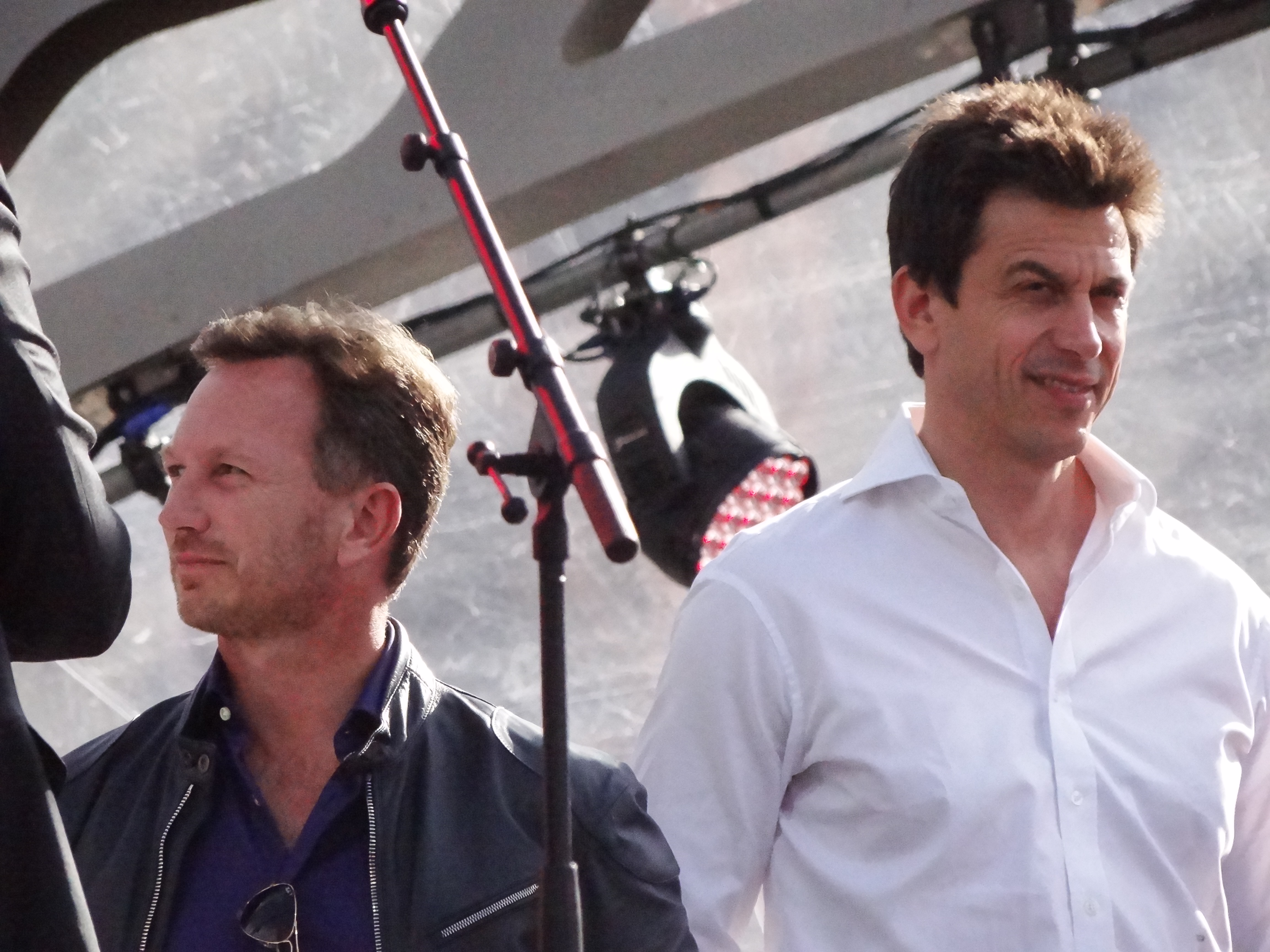
Horner y Wolff en F1 Live en Londres

En 2005, fue el elegido para dirigir la nueva escudería Red Bull de Fórmula 1.
En cinco años dirigió a la escudería hacia su primera victoria (China 2009). En 2010, se convirtió en el jefe de equipo más joven en ganar un Campeonato de Constructores. Red Bull y su piloto Sebastian Vettel ganaron todos los campeonatos desde 2010 hasta 2013, en 2021, 2022, 2023 y 2024 volverían a ganar 4 campeonatos de pilotos con Max Verstappen y dos campeonato de constructores, todos bajo la dirección de Horner.
A principios de 2013, fue condecorado con la Orden del Imperio Británico. En 2015 se casó con Geri Halliwell, miembro del grupo Spice Girls.

## Gestión de equipo

### Retiro de la conducción y comienzos de la gestión
Después de retirarse de la conducción competitiva a la edad de 25 años, Horner firmó a Viktor Maslov y Marc Goossens para la temporada 1999 FIA F3000. Antes del comienzo de ese año, la organización prodrive de Dave Richards compró una participación del 50 por ciento en Arden en nombre de la compañía petrolera rusa Lukoil, cuyo jefe era el padre de Maslov. Horner compró la parte de ProPrive en Arden después de una temporada. Darren Manning fue firmado para reemplazar a Goossens para la temporada 2000–2001, anotando un poste y dos podios. Arden también compitió en el F3000 italiano en 2000, ganando tres carreras y terminando segundo en el campeonato con Warren Hughes. Después de separar la compañía con Lukoil, Horner reclutó una nueva línea de conductores para 2002 con Tomáš Enge y Björn Wirdheim, que fueron contratados para reemplazar a Manning y Maslov. El equipo obtuvo cinco victorias (cuatro para Enge, una para Wirdheim) y ganó el campeonato del equipo; Enge ganó el título ese año, pero fue degradado a tercero después de una prueba de drogas fallida, entregando el título a Sébastien Bourdais.
Björn Wirdheim se quedó en 2003, con Enge reemplazado por Townsend Bell. Wirdheim ganó el título por un margen de 35 puntos para Ricardo Sperafico en segundo lugar. Arden retuvo el campeonato del equipo. La última temporada de F3000, 2004, fue dominada por el conductor principal de Arden Vitantonio Liuzzi; El apoyo de Robert Doornbos ayudó a asegurar los títulos de campeonato de conductores y constructores por un gran margen. El equipo ganó ocho de las diez rondas de campeonato ese año, con Liuzzi tomando siete y Doornbos ganando una. Liuzzi fue llevado al equipo por su gerente, Helmut Marko, con patrocinio de Red Bull.

### Despido
El 9 de julio de 2025, Horner fue despedido como director del equipo y CEO de Red Bull durante el descanso de la mitad de la temporada de la temporada 2025. El despido llegó en un momento en que la actuación de Red Bull había tomado una desaceleración significativa en comparación con las temporadas anteriores, Verstappen expresó abiertamente frustraciones con el automóvil y corría el riesgo de tener cláusulas de salida relacionadas con el rendimiento en su contrato desencadenado. Laurent Mekies, ex director del equipo de Racing Bulls, lo reemplazó como CEO.
En 21 temporadas bajo Horner, Red Bull acumuló seis campeonatos mundiales de constructores, ocho campeonatos mundiales de pilotos, 124 victorias del Gran Premio, 107 posiciones en la pole y 287 podios. Sus 124 victorias son la segunda más del director de un equipo en la historia de Fórmula Uno, solo detrás de Ron Dennis (138).

### Acusaciones de comportamiento inapropiado
El 5 de febrero de 2024, Red Bull confirmó que Christian Horner estaba siendo investigado tras recibir acusaciones de comportamiento inapropiado hacia una colega. La denuncia fue presentada mediante un abogado externo, y la empresa declaró que estaba tomando el asunto “extremadamente en serio”. El 28 de febrero de 2024, Horner fue exonerado de cualquier irregularidad y conservó sus funciones al frente de Red Bull Racing. La naturaleza específica de las acusaciones no fue revelada oficialmente y el informe resultante de la investigación permaneció confidencial.
Aunque fue absuelto en el proceso interno, el caso no se considera completamente cerrado. Está previsto que un juez laboral del Reino Unido escuche el caso en enero de 2026. Mientras tanto, se mantienen vigentes restricciones judiciales sobre su cobertura mediática.

## Resultados

### Fórmula 3000 Internacional
(Clave) (negrita indica pole position) (cursiva indica vuelta rápida)

| Año  | Escudería           | 1       | 2       | 3       | 4       | 5       | 6       | 7      | 8       | 9       | 10      | 11     | 12     | Pos. | Puntos |
| ---- | ------------------- | ------- | ------- | ------- | ------- | ------- | ------- | ------ | ------- | ------- | ------- | ------ | ------ | ---- | ------ |
| 1997 | Arden International | SIL 16  | PAU DNQ | HEL DNQ | NÜR DNQ | PER DNQ | HOC DNQ | A1R 16 | SPA DNQ | MUG 17  | JER 6   |        |        | 21.º | 1      |
| 1998 | Arden Racing/KTR    | OSC Ret | IMO 12  | CAT Ret | SIL Ret | MON 16  | PAU DNQ | A1R 17 | HOC 18  | HUN Ret | SPA DNQ | PER 17 | NÜR 17 | 33º  | 0      |